# Кондинское княжество

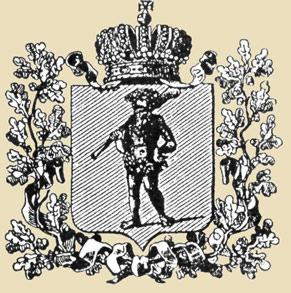
Герб Кондинской земли, царских времён.

Кондинское княжество — объединение племён манси, существовавшее с середины XV до конца XVI века.

## Ранняя история
Первоначально — удел Пелымского княжества. Состояло из двух волостей: Большой и Малой Конды. Столицей Кондинского княжества был Кондинский городок (он же — Картауж).
С. В. Бахрушин в книге «Остяцкие и вогульские княжества в XVI—XVII веках» характеризует Кондинское княжество следующим образом: 

По количеству населения Конда была самой крупной составной частью Пелымского княжества: по ясачной книге 1628/29 г. в двух Кондских волостях насчитывалось 257 человек, в 1632 г. — 235 ясачных вогуличей, плативших ясак в Тобольске, в 1652/53 — 243; по данным от начала XVII в., с них получалось более 48 % всего ясака, шедшего с Пелымского уезда— 

В 1594 году вогульское Кондинское княжество было ликвидировано русскими, при содействии кодских остяков. Князь Агай, со всем семейством, с братом Косялимом и сыном Азыпкой был взят в плен. Царь Фёдор I добавил себе титул: 
Великій князь Югорскій, князь Обдорскій, Кондинскій и всея Сибирскіе земли и Сѣверныя страны повелитель.

## В составе России
В начале XVII века были попытки вернуть независимость от России: в 1609 году кондинский мурза Четырко подбивал земляков на восстание. Попытки в 1611—1612 гг. воспользоваться Смутой и восстановить независимость были пресечены воеводой Петром Исленевым. Потомки правителей Кондинского княжества не участвовали в этих восстаниях.
В 1620-е годы в Пелыме жили крещёные кондинские князья Василий и Фёдор, а после смерти последнего — его вдова Дарья, а также племянник Василия и Фёдора, пелымский князь Андрей. Эти князья числились правителями своих земель, но согласно царской грамоте 1624 года им нельзя было ездить в Конду и княжеством управляли мурзы (принадлежащие к княжескому роду кондинских князей). Князь Василий, несмотря на запрет, ездил в Большую Конду и собирал ясак, чем был недоволен пелымский воевода.
Между кондинскими князьями и пелымскими воеводами происходила борьба за сбор ясака в Пелымском уезде. Со временем русская администрация смогла свести роль правителей к положению ответственных за сбор налогов и крещение.

## Правители Кондинского княжества

### Князья
- до 1500 князь Пыткей
- 1510-е — 1550-е князь Сатыга

- ок. 1594 князь Агай
- в 1620-е князья Василий и Фёдор
- с 1680 князь Кынча (в крещении Симеон)
- с 1732 князь Осип Григорьев (1713—1747)
- с 1749 Влас Осипов

### Мурзы
- ок. 1594 Курманак — мурза Танаев и Елак (или Елиг)
- в 1609 мурза Четыря (Четырко)
- в 1630-е мурза Исупка Четырёв; Ортюга Агаев[3] и его сын Ивашко
- в 1660-е Отя Ортюгин